# Dodge Center
Dodge Center è una città degli Stati Uniti d'America, situata in Minnesota, nella contea di Dodge.